# Margarita Austrijska (1584. – 1611.)
Margarita Austrijska (25. prosinca 1584. – 3. listopada 1611.) je bila kraljica Španjolske i Portugala, kćer austrijskog nadvojvode Karla II. i Marije Ane Bavarske (1551. – 1608.), sestre Ferdinanda II., sv. rimskog cara.
Udala se za španjolskog kralja Filipa III. 18. travnja 1599. 

Bila je vrlo utjecajnom osobom u kraljevskoj palači.
U nevladarskim stvarima je zapamćena kao velika pokroviteljica umjetnosti.
Djeca su joj bila:
- Ana Austrijska (1601. – 1666.), kasnija fra. kraljica; supruga Luj XIII., fra. kralja
- Filip IV., španjolski kralj (1605. – 1665.). Oženio se s Elizabetom Burbonskom, sestrom Luj XIII., fra. kralja
- Marija Ana (1606. – 1646.).
- Ferdinand (1609./1610. – 1641.). Namjesnik Habsburške Nizozemske.